# Always (光永亮太の曲)
『Always』（オールウェイズ）は、日本の歌手光永亮太の1枚目のシングル。2003年2月19日発売。発売元はポニーキャニオン。

## 概要
- 光永亮太のメジャー・デビュー・シングル。
- PVの監督は丹下紘希が務めている。
- 累計売上は244,207枚（オリコン調べ）。

## 収録曲
1. Always (4:36)
作詞：光永亮太、作曲・編曲：Sin
  - フジテレビ系ドラマ「いつもふたりで」主題歌
  - プロ野球・阪神タイガース、西勇輝投手の登場曲である。過去には元日本ハム斎藤佑樹投手の登場曲でもあった[1]。
  - 2022年10月1日より美容クリーム「CANNA」CMソングに使用されている[2]
2. Close to you (5:37)
作詞：松井五郎、作曲・編曲：島野聡
  - フジテレビ系「F-2」エンディングテーマ
3. Always (sweet mix) (3:24)
4. Always (less vocal) (4:33)

## 収録アルバム
- オリジナル『Inside my heart』（2003年7月2日）
- オムニバス『LOVE STORIES I』（2003年10月1日）
- 加羽沢美濃『メモリーオブ2003』（2003年11月19日）
- オムニバス『THE JAPAN GOLD DISC AWARD 2004』（2004年4月14日）
- オムニバス『DRAMANIA SECOND SEASON』（2004年12月15日）
- オムニバス『Fleur yuchiku selection』（2006年03月29日）